# Idioma aborlano
El aborlano es un idioma perteneciente a las lenguas paragüeñas. Se habla en la provincia filipina de Las Paraguas y es una de las tres lenguas maternas del pueblo tagbanuá. Según Ethnologue (2002), tiene 10 000 hablantes.
Se escribe en la escritura tagbanuá, una escritura índica.